# 地壺球
地壺球，屬投擲性團隊運動。地壺球規則與冰壺相似,目的是要把壺推入得分區，每局完成後最接近圓心的那一隊便能取得分數。

## 器材
- 地壺球，一套12隻，分兩種顏色，每隻重1.235公斤。
- 9.7m X 1.6m 地席

## 場地
能鋪上地壺球專用地席的平面，例如：羽毛球場、籃球場、足球場、禮堂等。

## 規則
地壺球規則類似冰壺運動, 主要分別在於賽道、每隊的人數和球的構造。
地壺球賽前擲亳決定哪支球隊先發球,持後手的隊伍通常有優勢。每局開球由首球手發球，然後是第二球手，最後是隊長。 每個團隊交替順序發球。每局結束時，地壺球最靠近中心點的一方贏得比賽。 獲勝隊的得分是比對方球隊的任何地壺球靠近中心點的地壺球數量。